# Renshausen
Renshausen è una frazione (Ortsteil) del comune di Krebeck, nel land della Bassa Sassonia, in Germania.

## Storia
Già comune autonomo nel circondario di Duderstadt, fu soppresso e incorporato a Krebeck il 1º gennaio 1973.